# Filipa Gomes
Filipa Gomes (Almargem do Bispo, 1984) é uma apresentadora de programas de televisão portuguesa dedicados à culinária, que iniciou a sua carreira no canal 24Kitchen.

## Biografia
Nasceu em 1984, em Almargem do Bispo, antiga freguesia de Sintra, e viveu no campo durante a infância. Frequentou a Escola Secundária António Arroio. Apesar de querer inicialmente ser designer de moda, acabou por licenciar-se em Marketing e Publicidade, e trabalhar como copywriter durante 7 anos.
Aos 27 anos participou num casting do canal 24Kitchen para um programa de culinária, e foi seleccionada como apresentadora. Em 2013 estreou-se no programa de culinária Prato do Dia, e no ano seguinte colaborou com Filipa Vacondeus no programa À Boleia de Filipa.
Em 2015 foi distinguida pela Academia Internacional de Gastronomia, em Paris com o Prémio Multimédia.
Em 2018 foi convidada pelo Hard Rock Cafe Lisboa para criar um menu de hambúrgueres só com produtos locais, como parte da iniciativa Test Kitchen, e regressou à televisão com o programa Cozinha com Twist.

## Televisão
- Prato do Dia - 24Kitchen - 2013 - 67 episódios
- À Boleia da Filipa - 24Kitchen - 2014 - 13 episódios
- Cozinha com Twist - 24Kitchen - 2017/2018 - 44 episódios
- Cadernos da Filipa - 24Kitchen - 2021/2022 - 30 episódios

## Obra
- Prato do Dia - 2017
- Cozinha com Twist - 2019
- Diário de Receitas - 2021
- Álbum de Receitas - 2022